# Runnin' Blue
„Runnin' Blue“ je píseň skupiny The Doors, jejímž autorem je Robby Krieger. Skladba vyšla na albu The Soft Parade, kde byla jako sedmá v pořadí. V srpnu 1969 pak byla píseň „Runnin' Blue“ vydána i jako samostatný singl s písní „Do It“ na B-straně.
V hudebním žebříčku Billboard se píseň roku 1969 dostala na 64. pozici.